# آردیج‌لی
آردیج‌لی (ترکی آذربایجانی: Ardıclı) یک منطقهٔ مسکونی در جمهوری آرتساخ است که در استان کاشاتاق واقع شده‌است.